# 聖母たちのララバイ
「聖母たちのララバイ」（マドンナたちのララバイ）は、1982年5月21日にリリースされた岩崎宏美の28枚目のシングル。

## 制作
原題は「聖母の子守歌」。日本テレビ『火曜サスペンス劇場』初代エンディングテーマで、当初はエンドロール用に1コーラス分のみ制作された。発売予定はなかったが、視聴者から作品化の要望が殺到したため、正式なレコードとして発売されることになった。
しかし楽曲前半のメロディの大部分が、映画『ファイナル・カウントダウン』の劇中BGM"Mr. and Mrs. Tideman"に酷似していると、同曲の作曲者であるジョン・スコットが抗議した。作曲者の木森は盗用を認め、レコードジャケットの表記を「作曲: 木森敏之・John Scott、編曲: 木森敏之」に修正する必要が生じ、シングル発売が当初の予定から1か月遅れた 。その間のつなぎとして、抽選で200人にカセットテープをプレゼントする企画を行ったところ、応募数が35万通を超えた。これは過去に同様の企画を行った『西遊記』エンディングテーマ「ガンダーラ」の10万通を大きく上回る数であった。
歌詞の意味について、作詞者の山川啓介は「（サスペンスドラマが）そのまま終わるより、安らかな気持ちで眠りについてほしいから」と説明している。

## 発売後
発売2週目にオリコンシングルチャートで1位を獲得。「センチメンタル」以来約7年ぶり、通算3作目のチャート1位シングルとなった。オリコン集計では80万枚を超え、累計では130万枚を売り上げ、同年のオリコン年間シングルチャート3位を記録した。TBS『ザ・ベストテン』では「すみれ色の涙」以来3作ぶりにランクインし（通算14週間）、岩崎唯一の1位獲得作品となった。
同年11月には第13回日本歌謡大賞を受賞。第24回日本レコード大賞の受賞にも期待が高まっていたが、先述の通りジョン・スコットとの連名作品であるため、日本レコード大賞の審査対象外であった。
オリジナル・キーはBm〈ロ短調〉で、最高音がDであり、これは当時の岩崎の地声の音域ギリギリであった。そのためテレビやライブ等生で唄う際は半音下げてB♭m〈変ロ短調〉で歌唱していた。オリジナル・キーのカラオケを使用して唄う場合には、サビでファルセットを用いていた。これが当時オリコン誌上で〝半音下げたりファルセットを用いたりすると緊張感に乏しく、良い歌に聞こえない〟と論争を呼んだ。その後現在に至るまでB♭mで唄っているが、1985年頃からは半音下げたキーでもサビにファルセットを用いて歌唱するようになった。アルバム『誕生 〜BIRTH〜』以降の別バージョンは全てファルセットを用いて吹き込んでいる。
翌1983年の春には第55回選抜高等学校野球大会の入場行進曲に採用された。岩崎の楽曲の起用は1976年の「センチメンタル」以来7年ぶり2度目である。

## 収録曲

### オリジナル盤
1. 聖母たちのララバイ（4分18秒）
作詞：山川啓介／作曲：木森敏之、John Scott／編曲：木森敏之
2. 赤い糸（4分43秒）
作詞：山崎光／作曲：あすなろ／編曲：萩田光雄

#### 価格
- 発売当時の価格は700円

### 1993年再発盤
1. 聖母たちのララバイ
  - 作詞: 山川啓介、作曲: 木森敏之・John Scott、編曲: 木森敏之
2. 家路
  - 作詞: 山川啓介、作曲・編曲: 木森敏之
3. 聖母たちのララバイ（オリジナル・カラオケ）
4. 家路（オリジナル・カラオケ）

## 別バージョン
※ライブ音源を除く
1. 収録アルバム: 『夕暮れから…ひとり』（1982年7月5日発売、2007年4月25日紙ジャケ復刻）／編曲: 木森敏之
  - 『火曜サスペンス劇場』エンディングで使われたTVバージョン。
2. 収録アルバム: 『誕生』（1989年11月21日発売）／編曲: 樋口康雄
  - ストリングス、フリューゲルホルン、ピアノにパーカッションを加えたアコースティック・バージョン。
3. 収録アルバム: 『MY GRATITUDE 〜感謝』（1995年8月23日発売）／編曲: 塩谷哲（元編曲: 樋口康雄）
  - 金子飛鳥＆ASKA STRINGSに塩谷のピアノを加えたアコースティック・バージョン。
4. 収録アルバム: 『30TH ANNIVERSARY BOX』（2004年4月25日発売）／編曲: 寺本正樹
  - 2004バージョン。比較的オリジナルに忠実な編曲。
5. 収録アルバム: 『PRAHA』（2007年9月26日発売）／編曲: 野見祐二
  - チェコ・フィルハーモニー管弦楽団60人の大編成によるフルオーケストラ・バージョン。

## カバー
- 森進一 （1982年、アルバム『北酒場』収録）
- 宮村優子（1998年、アルバム『産休（Thank You）』収録）
- 杏里（2007年、アルバム『tears of anri』収録）
- 都はるみ（2008年、アルバム『エンカのチカラ -SONG IS LOVE 80's&90's-』収録）
- 島津亜矢（2010年、アルバム『Singer』収録）
- マーチングフェローズオーケストラ - インストゥルメンタル。シングルレコード「聖母たちのララバイ／少女A」として発売。